# Alvise Gritti

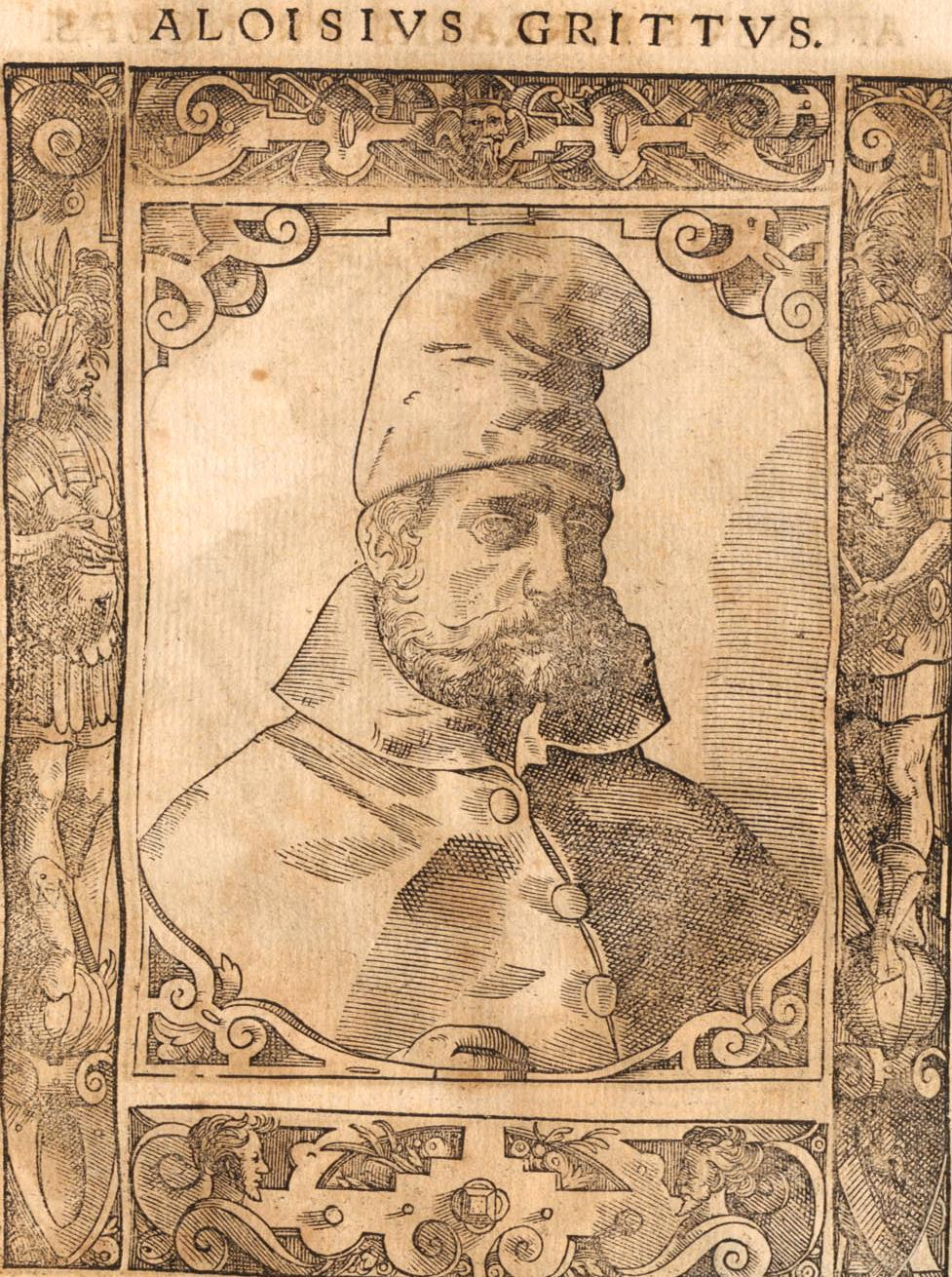
Lodovico Gritti

Alvise Gritti (nacido el 29 de septiembre de 1480, fallecido en 1534), cuyo nombre también se podría deletrear Aloisio, Lodovico, Ludovico, Luigi o Louis (en húngaro Lajos), era un político veneciano. Fue muy influyente en el reino de Hungría bajo el reinado del rey Juan I de Hungría. Fue también un ministro del sultán otomano, y regente de Hungría de 1530 a 1534. Fue el hijo natural de Andrea Gritti, el bailo de Constantinopla veneciano durante el reinado del sultán Bayezid II y quien más tarde en 1523 se convertiría en el dux de Venecia.

## Juventud
Por algunos años, el padre de Gritti sirvió como embajador veneciano en la corte otomana, así que Gritti nació y creció en Estambul. Su madre era griega. Talented,  reciba su educación superior en Venecia y Padua (1496–1507/8) y por 1527 estuvo de vuelta en Estambul donde tuvo su primera entrevista con Pargalı Ibrahim Paşa, el gran visir de Suleiman el Magnífico (Suleiman I).  Gritti ganó el favor de Ibrahim, quién le confió grandes responsabilidades, convirtiéndole en un socio de negocios.

## Carrera temprana
En 1527 Gritti apoyó al rey Juan I de Hungría en contra de Fernando I de Habsburgo, quién quiso la corona para sí. Rápidamente se convirtió en uno de los aliados más importantes del rey Juan y sirvió como embajador entre el monarca y el sultán otomano. En 1528, el gran visir, según informes, planeaba llevarlo a la proyectada campaña a Hungría donde Gritti debía conseguir "un importante arzobispado más una parte del archiducado de Austria una vez que el sultán las haya tomado."  Lodovico se quedó en la ciudad de Buda, primero como consejero del rey Juan, y luego entre 1530 y 1534 como regente de Hungría.

## Intento de golpe
El 9 de noviembre de 1533, el gobernador de Marano escribió a Carlos V, "oí hace unos días que el Capitán-General de Croacia aprehendió y envió a (la ciudad de vuestro hermano) Lubiana dos espías de Gritti.  Han confesado que Gritti, en el nombre del emperador turco, hizo una alianza con los reyes de Inglaterra y Francia y también con varios otros príncipes contra Sus Imperiales y Reales Majestades (Carlos y su hermano Fernando, entonces rey de Bohemia) y el resto de la Cristiandad.  En consecuencia de esto los ejércitos del Turco, constando de aproximadamente 1500 caballos ligeros y 22 000 piratas—toda la fuerza que debe ser pagada por el rey de Francia—está a punto de invadir a la Cristiandad. Y es la opinión de uno de los espías que Gritti mismo con su confederados invadirá Croacia, Eslavonia y Hungría, y si puede tratará de conquistar aquellos países. Entretanto los duques de Bavaria y Wurtemberg y el conde Felipe I (landgrave) de Hesse crearán disturbios en Alemania, y muy afligida la Cristiandad de que Su Majestad Imperial se encuentre en problemas."
El intento de Gritti por tomar el control de Transilvania causó una revuelta general, pero al final fue asesinado junto a sus dos hijos en el asedio de Mediaș.

## En la cultura popular
- Alvise Gritti aparece en las temporadas 1-3 de la serie de televisión turca Muhtesem Yuzyil.

## Otras lecturas
- Peter G. Bietenholz, Thomas B. Deutscher (2003). Contemporáneos de Erasmo: un registro biográfico.
- Albert Lybyer (1913). Gobierno del Imperio otomano en los tiempos de Suleiman el Magnífico.
- Ferenc Szakaly (1995). Lodovico Gritti en Hungría: 1529-1534: una visión histórica.

- Datos: Q681622
- Multimedia: Lodovico Gritti / Q681622